# Heinz Gebhardt
Heinz Gebhardt (* 1947 in München) ist ein deutscher Fotograf und bayerischer Fotohistoriker.
Gebhardt machte von 1966 bis 1968 Ausbildung auf der Bayerischen Staatslehranstalt für Fotografie. Seit 1968 ist er freier Fotograf in München.
Sein umfangreiches Archiv findet Verwendung, wenn in der Münchner Abendzeitung frühe Fotografien veröffentlicht werden.

## Auszeichnungen
- 1967: Deutscher Jugend-Fotopreis
- 1968: Europa-Jugend-Fotopreis der UNESCO
- 1978: Erich-Stenger-Preis der Deutschen Gesellschaft für Photographie[2]
- 2008: München leuchtet der Landeshauptstadt München

## Werke (Auswahl)
Als Autor
- mit Karl Wanninger: München life. Das seltsame Leben und Treiben im Millionendorf München. Bruckmann Verlag, München 1972, ISBN 3-7654-1450-6
- Königlich Bayerische Photographie 1838–1918 (Laterna Magica). Verlag Richter, München 1978, ISBN 3-87467-129-1.
- Franz Hanfstaengl. Von der Lithographie zur Photographie, Verlag C. H. Beck, München 1984, ISBN 3-406-09586-0 (Katalog der gleichnamigen Ausstellung im Münchner Stadtmuseum, 1. März bis 29. April 1984).
- König Ludwig II. und seine verbrannte Braut. Unveröffentlichte Liebesbriefe von Prinzessin Sophie an Edgar Hanfstaengl. Ludwig-Verlag, Pfaffenhofen/Ilm 1986, ISBN 3-7787-2079-1.
- München und die Münchner. Bruckmann Verlag, München 1993, ISBN 3-7654-2621-0.
- Das Münchner Oktoberfest. Bruckmann Verlag, München 1997, ISBN 3-7654-3068-4.
- Der Viktualienmarkt. Geschichte, Geschichten und Rezepte. Mary Hahn Verlag, München 2000, ISBN 3-87287-487-X.
- Schön wie ein Märchen, mein München bist du! Stiebner-Verlag, München 2003, ISBN 3-8307-1027-5.
- Als die Oper mit Bier gelöscht wurde. Münchner Bilder und Geschichten von 1158 bis heute. Stiebner-Verlag, München 2009, ISBN 978-3-8307-1047-9.
- König Ludwig II. hatte einen Vogel… Unglaubliche, aber wahre Geschichten über Bayerns Märchenkönig. Stiebner-Verlag, München 2011, ISBN 978-3-8307-1052-3.
- Die Lola-Montez-Story. Wie Bayerns König Ludwig I. von einer Tänzerin aus Irland gestürzt wurde. Stiebner-Verlag, München 2017, ISBN 978-3-8307-1062-2
- Münchens wilde 70er, Volk Verlag, München 2024, ISBN 978-3-86222-497-5

Als Herausgeber
- München. Das waren die Fünfziger, Verlag Koehler & Amelang, München 1994, ISBN 3-7338-0197-0 (Fotografiert von Rudi Dix).
- Kindheit in München in den 50er Jahren. Wartberg Verlag, Gudensberg-Gleichen 1997, ISBN 3-86134-396-7 (Fotografiert von Rudi Dix).

## Ausstellungen
- 1978: Geschichte der Photographie im Königreich Bayern 1838–1918, Ausstellung zur Eröffnung des Fotomuseums im Münchner Stadtmuseum
- 1984: Franz Hanfstaengl – Von der Lithographie zur Photographie, Ausstellung im Münchner Stadtmuseum
- 1994: Die Fünfziger Jahre in München, Fotos von Rudi Dix, Ausstellung im Münchner Stadtmuseum
- 1997: Jeder Schuss ein Treffer – Das Oktoberfest, Münchner Stadtmuseum
- 1997: Lachen strengstens erlaubt – Die Münchner im Fasching, Valentin-Museum